# Norrisia (ốc)
Norrisia là một chi ốc biển trong họ Trochidae.

## Các loài
Norrisia là chi đơn loài với loài duy nhất là Norrisia norrisi.